# تپه سورنا (کانجفقلی)
تپه سورنا مربوط به دوران پیش از تاریخ ایران باستان است و در شهرستان رستم فارس، روستای کوپن سورنا واقع شده و این اثر در تاریخ ۲۲ تیر ۱۳۷۹ با شمارهٔ ثبت ۲۷۱۳ به‌عنوان یکی از آثار ملی ایران به ثبت رسیده است.